# De eso no se habla
De eso no se habla é um filme ítalo-argentino de 1993, do gênero drama, dirigido por María Luisa Bemberg.

## Elenco
- Marcello Mastroianni .... Ludovico D'Andrea
- Luisina Brando .... Leonor
- Alejandra Podesta .... Charlotte
- Betiana Blum .... Madama
- Roberto Carnaghi .... Padre Aurelio
- Alberto Segado .... Dr. Blanes
- Mónica Lacoste .... Sra Blanes
- Jorge Luz .... Alcalde
- Mónica Villa .... Sra Zamildio
- Juan Manuel Tenuta .... chefe de polícia
- Tina Serrano .... viúva Schmidt
- Verónica Llinás .... Myrna
- Susana Cortínez .... Sra Peralta

## Principais prêmios e indicações
Festival de Havana 1993 (Cuba)
- Venceu nas categorias de melhor atriz (Luisina Brando) e melhor roteiro (María Luisa Bemberg e Jorge Goldenberg).
- Recebeu o prêmio especial do júri.